# Гейцы
Гейцы (укр. Гейці) — село,
Сезьковский сельский совет,
Ичнянский район,
Черниговская область,
Украина.
Код КОАТУУ — 7421788402. Население по переписи 2001 года составляло 118 человек .

## Географическое положение
Село Гейцы находится на расстоянии в 0,5 км от села Тишковка и посёлка Коломийцево, в 1-м км от села Сезьки.
К селу примыкают лесные массивы.
Рядом проходит железная дорога, станция Платформа 720 км.

## История
- 1700 год — дата основания.
- Хутор был приписан к  Покровской церкви в Сезьках [2][3]
- Есть на карте 1826-1840 годов как хутор Нежеровский[4]
- Хутор входил в группу хуторов Нежеровский ( Гейцов, Выскубайлов, Дзюбыл, Тышкевичев, Коломийцов, Губскаго) о которых на 1862 год показано: на ручье Нежереве, 56 дворов где проживало 532 человека (254 мужского и 278 женского пола).[5]